# Dee Dee
Dee Dee (también conocidas como The Deeds) son personajes ficticios del Universo DC Animado y las hermanas gemelas Delia y Deidre Dennis. Su primera aparición fue en la película animada Batman del futuro: El regreso de Joker. Melissa Joan Hart dio su voz para interpretar a ambos personajes.

## Historia
Dee Dee son miembros de un grupo de Jokerz liderado, aparentemente, por el fallecido Joker (este Joker en realidad es Tim Drake, el tercer Robin ya retirado, que fue "reprogramado" por un chip que el Joker real le insertó hace años). El nuevo Batman (Terry McGinnis) derrota a los Jokerz y destruye el chip, volviendo Tim Drake a su estado normal. Al final de la película, se revela que The Deeds son nietas de la supuestamente fallecida Dra. Harleen Quinzel, también conocida como Harley Quinn, secuaz de Joker.
The Deeds hicieron una aparición en las dos partes del episodio "The Once and Future Thing" de Liga de la Justicia Ilimitada, esta vez bajo la lealtad de David Clinton. Este viajero del tiempo le da superpoderes a The Deeds y a los Jokerz. Los Jokerz (ya con superpoderes) derrotan y matan a la mayoría de los miembros de la Liga de la Justicia, mientras que The Deeds matan al Batman de esa era (Terry McGinnis). También es mencionado que matan a Linterna Verde pero, al intervenir el Batman original y Linterna Verde (quienes siguieron a Clinton a través del tiempo), los eventos fueron borrados de la línea del tiempo.

## Poderes y habilidades
En Batman del Futuro: El Regreso del Guasón, The Deeds no muestran poderes sobrehumanos. De cualquier modo, son extremadamente atléticas y habilidosas peleando. También muestran habilidad para moverse, hablar y pelear de forma coordinada.
En el capítulo "Once and Future Thing", tienen la habilidad de hacer duplicados de ellas instantáneamente, siempre que haya suficiente energía kinética para absorber. Estos duplicados también tenían la coordinación antes mencionada. De cualquier forma, ya que estos eventos fueron borrados de la línea de tiempo, ellas nunca los adquirieron.